# Cova dels Tres Forats
La Cova dels Tres Forats és una cavitat del terme de Castell de Mur (antic terme de Guàrdia de Tremp), al Pallars Jussà, a prop de l'extrem sud-oest del terme, limítrof amb Sant Esteve de la Sarga.
Està situada a 630 m. alt., a l'extrem sud-est de l'Obaga del Tic-tac, al nord-oest del Pas de l'Ós.